# Max Knapp
Max Knapp (* 13. November 1899 in Zürich; † 16. Dezember 1979 in Basel) war ein Schweizer Schauspieler und Theaterregisseur sowie Opern- und Operettensänger (Tenor).

## Leben
Max Knapp war Sohn des Holzbildhauers Max Knapp und der Emilie Herchert. Während der Bildhauerlehre bei seinem Vater machte er eine Schauspiel- und Gesangsausbildung. Er spielte am Stadttheater Zürich, am Stadttheater St. Gallen sowie im heutigen Wuppertal in Deutschland. Ab 1928 bis zu seinem Tod trat er während mehr als einem halben Jahrhundert im Stadttheater Basel auf. Man sah ihn in mehr als 900 Theater-, Opern- und Operettenrollen. Er inszenierte ab 1947 auch selbst.
Seinen ersten Leinwandauftritt hatte er 1924 in Die Entstehung der Eidgenossenschaft. Der zweite Film, in dem Knapp mitwirkte, Die Frau und der Tod, gilt als verschollen. Ab 1940 spielte er im Schweizer Dialektfilm. Franz Schnyder, Leopold Lindtberg und Kurt Früh besetzten ihn in ihren Filmen. Mehrmals war er neben Fredy Scheim und Schaggi Streuli zu sehen. Im Film Machtrausch – Aber die Liebe siegt wurden Szenen aus der Aufführung Das grosse Welttheater von 1937 in Einsiedeln in die Spielfilmhandlung eingefügt. Der Film De Wyberfind bestand schliesslich aus Szenen des Films Der 8. Schwyzer, der 1940 verboten und erst 1981 aufgeführt wurde. Im Film Mier lönd nöd lugg von 1940 spielte er neben Lisa Della Casa, Paul Hubschmid und Max Werner Lenz.
Im Film De Chegelkönig spielte Knapp neben Rudolf Bernhard, Fredy Scheim, Hermann Gallinger und Willy Ackermann.
1953 spielte er im Werbefilm Familie M Junior und 1976 hatte er seinen letzten Filmauftritt im Dokumentarfilm Konfrontation von Regisseur Rolf Lyssy. Neben der Bühne und dem Film wirkte er in Hörspiel- und Fernsehproduktionen. Max Knapp war mit Alice Egender verheiratet.

## Filmografie
- 1924: Die Entstehung der Eidgenossenschaft (William Tell – The Birth of Switzerland)
- 1938: Abenteuer in Marokko
- 1938: Die Frau und der Tod
- 1940: Mir lönd nöd lugg
- 1940: Verena Stadler
- 1940: Der achti Schwyzer
- 1940: Weyherhuus
- 1941: Gilberte de Courgenay
- 1941: Bider der Flieger
- 1941: De Hotelportier
- 1942: Machtrausch – Aber die Liebe siegt
- 1942: Der Kegelkönig (De Chegelkönig)
- 1942: Sieg des Herzens
- 1942: De Wyberfind
- 1942: Der Schuss von der Kanzel
- 1944: Postlagernd 212
- 1950: Es liegt was in der Luft
- 1955: Polizischt Wäckerli
- 1957: Sommerliebe am Bodensee
- 1957: Die Angst vor der Gewalt (Der 10. Mai)
- 1957: Glück mues me ha
- 1958: Es geschah am hellichten Tag
- 1959: SOS – Gletscherpilot
- 1959: Hast noch der Söhne ja...?
- 1960: Wenn d'Fraue wähle
- 1960: An heiligen Wassern
- 1960: Wilhelm Tell
- 1965: Gsetz isch Gsetz (Fernsehfilm)
- 1967: Polizist Wäckerli in Gefahr
- 1969: Die mißbrauchten Liebesbriefe (Fernsehfilm)
- 1972: Der Fall
- 1974: Konfrontation
- 1976: Krock & Co. (Fernsehfilm)

## Auszeichnungen
- 1966: Hans Reinhart-Ring